# Johanna Zürcher-Siebel
Johanna Zürcher-Siebel, Taufname Emilie Paula Johanna Siebel (* 29. April 1873 in Gummersbach; † 7. April 1939 in Zürich; 1909 in Zürich eingebürgert), war eine Schweizer Lehrerin und Schriftstellerin.

## Leben und Werk
Johanna Zürcher-Siebel war die dritte von fünf Töchtern des Spinnereifabrikanten Richard Siebel. Als Kind war sie oft kränklich und litt an einem Hüftleiden. Dadurch war sie jahrelang bettlägerig und konnte nur selten die Schule besuchen.
Als ihre Mutter 1885 verstarb, heiratete ihr Vater zwei Jahre später die Witwe eines deutschen Konsuls in Santos. Diese brachte ihre sieben Kinder mit in die Ehe. 1889 besuchte Johanna Zürcher-Siebel das Töchterpensionat Bosset in Avenches. Infolge einer Hirnhautentzündung hielt sie sich danach zur Erholung in Hamburg auf. Danach kehrte sie in ihr Elternhaus zurück, half mehrere Jahre im grossen Haushalt mit und begann zu schreiben.
1897 arbeitete Johanna Zürcher-Siebel als Erzieherin in England. Durch die Vermittlung ihrer in Zürich verheirateten ältesten Schwester erhielt sie 1898 eine Stelle als Lehrerin für deutsche Sprache am «Töchterinstitut Zollikofer» in Romanshorn. Später unterrichtete sie dort auch die Fächer Botanik, Geografie, Zeichnen und Hauswirtschaft. In dieser Zeit schrieb sie u. a. eine Erzählung, die in der Zeitschrift Die Frau veröffentlicht wurde.
Nach vierjähriger Unterrichtstätigkeit siedelte sie zu ihrer ältesten Schwester über, die eine kleine Pension in Zürich führte. Ihren Lebensunterhalt verdiente sie mit Privatstunden. Auch veranstaltete sie Kurse über moderne Literatur. An der Universität Zürich besuchte sie Vorlesungen über Literatur und Philosophie.
Johanna Zürcher-Siebel heiratete 1909 den Juristen und Politiker Emil Zürcher (1877–1937). Dieser war ein Sohn des Rechtswissenschaftlers Emil Zürcher.
Johanna Zürcher-Siebel schrieb Gedichte, Parabeln, Skizzen, Erzählungen und Romane. Diese befassten sich in der Hauptsache mit sozialen und ethischen Themen. Ihre Beiträge wurden in Schweizer wie in deutschen Zeitungen veröffentlicht.